# Very Important Person (film)
Very Important Person is een Britse komische oorlogsfilm in zwart-wit uit 1961 van filmregisseur Ken Annakin, met in de hoofdrollen James Robertson Justice, Stanley Baxter en Leslie Phillips. Enkele van de populairste Britse komische acteurs speelden erin mee, waaronder Jeremy Lloyd, Eric Sykes en John Le Mesurier. De film kwam in Nederland uit onder de titel Een hoogst belangrijk persoon. Het originele scenario werd geschreven door Henry Blyth en Jack Davies. Naderhand bewerkte John Foley het tot een roman met dezelfde titel.

## Verhaal
De briljante maar ondoorgrondelijk norse Britse geleerde Sir Ernest Pease (James Robertson Justice) is de centrale gast in een televisieshow van het "Dit is uw leven"-type waarin hij met diverse personen en episodes uit zijn verleden wordt geconfronteerd. De film vertelt in de vorm van een lange flashback een episode uit de Tweede Wereldoorlog. Sir Pease deed toen hoogst belangrijk onderzoek op luchtvaartgebied. Op een geheime vlucht wordt zijn vliegtuig neergehaald boven Duitsland en omdat hij vermomd is als marine-officier komt hij in een krijgsgevangenenkamp terecht, dat bevolkt wordt door een groep luchthartige officieren van de Royal Air Force, waaronder Jimmy Cooper (Leslie Phillips), de Schot "Jock" Everett (Stanley Baxter) en "Bonzo" Baines (Jeremy Lloyd). Wanneer die zijn ware identiteit te weten komen willen ze hem zo snel mogelijk laten ontsnappen. Dat brengt allerlei grappige situaties mee, waarin sir Ernest zijn onverstoorbare zelve blijft. Een cruciaal gegeven in het ontsnappingsplan is dat medegevangene Everett als twee druppels water lijkt op de kampcommandant (ook gespeeld door Baxter).

## Rolverdeling
| Acteur                  | Personage                                                 |
| ----------------------- | --------------------------------------------------------- |
| James Robertson Justice | Sir Ernest Pease alias luitenant Farrow van de Royal Navy |
| Leslie Phillips         | Jimmy Cooper                                              |
| Stanley Baxter          | 'Jock' Everett/Kommandant Stampfel                        |
| Eric Sykes              | Willoughby, Sports Officer                                |
| Richard Wattis          | Woodcock, Entertainments Officer                          |
| John Le Mesurier        | Piggott, Escape Officer                                   |
| Norman Bird             | Travers, Senior British Officer                           |
| Jeremy Lloyd            | 'Bonzo' Baines                                            |